# Composição musical

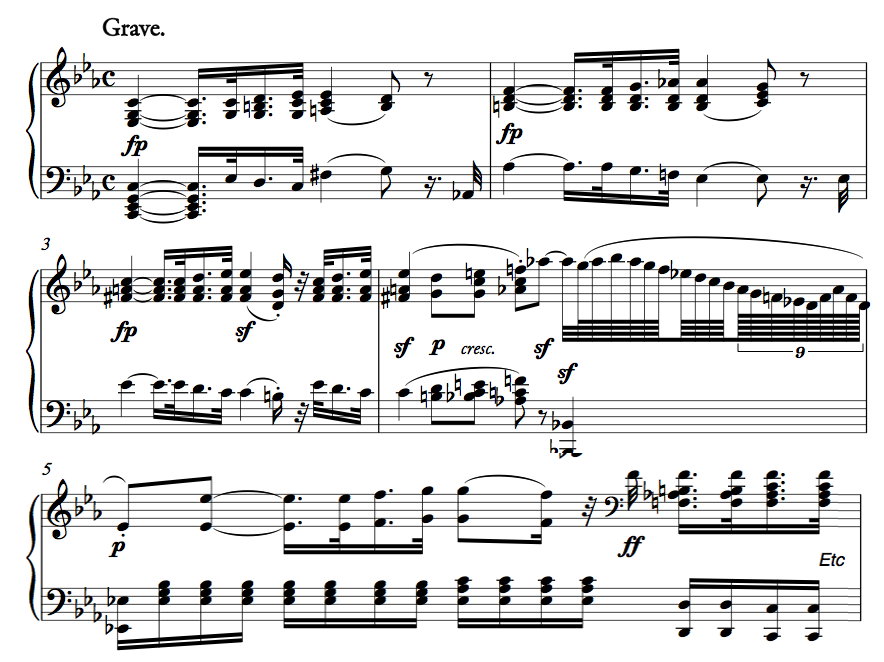
Partitura de uma composição musical de Beethoven.

Uma composição musical ou peça musical é uma peça original de música feita para repetidas execuções (em oposição à música de improvisação, em que cada performance é única). A música pode ser preservada na memória ou através de um sistema de escrita e/ou notação. As composições podem ser feitas para a voz humana, geralmente contendo letras, assim como para instrumentos musicais.
Composição musical pode também significar o processo pelo qual uma peça se origina e a disciplina acadêmica que estuda seus métodos e técnicas. Quem executa este trabalho é chamado de compositor. Ao realizar a composição, ele deve ter conhecimento da teoria musical e das características do gênero musical para o qual a música está sendo composta. Essa escolha determina, entre outras coisas, o ritmo, a instrumentação utilizada e a duração da composição.

## Descrição
A composição pode ser publicada na forma de partitura ou em algum outro método de notação, como a letra com cifras ou tablaturas. Existem editoras especializadas em música que publicam e controlam os direitos autorais da composição. Uma das etapas importantes do processo de composição é a realização do arranjo musical, ou seja, a divisão da música em partes a serem executadas por cada um dos instrumentos e vozes. Muitas vezes, é o próprio compositor que executa esse arranjo. Compositores de música clássica, por exemplo, são responsáveis por todas as etapas da composição, arranjo e, em muitos casos, pela primeira execução das suas composições. Em outros casos, o arranjo é realizado por um músico especializado, o arranjador.
Quando um sistema de notação não é utilizado, a composição é transmitida por repetição e memorização. Esse é o método usado na maior parte das canções tradicionais, como, por exemplo, canções folclóricas, músicas indígenas e cantigas de roda. Embora, muitas vezes, o compositor dessas canções não seja conhecido, elas são, ainda assim, composições musicais, e é possível transcrevê-las e preservá-las em partituras. Esse é um dos trabalhos da etnografia. 
Vale observar que uma composição musical pode, e é, com grande frequência, registrada e transmitida através da gravação direta do som, sem passar por nenhuma etapa de registro gráfico das informações.[carece de fontes?]